# Rena Sofer
Rena Sherel Sofer (Arcadia (Californië), 2 december 1968) is een Amerikaanse actrice.

## Biografie
Sofer werd geboren in Arcadia (Californië), en na de scheiding van haar ouders groeide zij op in Pittsburgh. Zij doorliep de high school aan de Frisch School, een joodse school in Paramus. Hierna haalde zij haar diploma aan de North Bergen High School in Hudson County en aan de Montclair State University in Montclair (New Jersey). 
Sofer begon in 1987 met acteren in de televisieserie Another World, waarna zij nog meerdere rollen speelde in televisieseries en films. Zij is vooral bekend van haar rol als Lois Cerullo in de televisieserie General Hospital, waarin zij in 69 afleveringen speelde (1993-1997) en van haar rol als Quinn Fuller in de televisieserie The Bold and the Beautiful, waarin zij in 946 afleveringen speelde. Voor haar rol in General Hospital won zij in 1995 een Daytime Emmy Award in de categorie Uitstekende Actrice in een Dramaserie. In ditzelfde jaar werd zij voor deze rol ook genomineerd voor een Soap Opera Digest Award in de categorie Uitstekende Jonge Actrice in een Hoofdrol.
Sofer was van 1995 tot en met 1997 getrouwd met acteur Wally Kurth met wie zij een kind (1997) heeft, in 2003 is zij getrouwd met producent en regisseur Sanford Bookstaver met wie zij ook een kind (2003) heeft.

## Filmografie

### Films
Uitgezonderd korte films.
- 2011 Another Man's Wife - als Hadley Warner
- 2010 Sarah - als Sarah als tiener
- 2010 The Devil's Teardrop - als Joan
- 2009 Always and Forever - als Grace Holland
- 2009 Rock Slyde - als Sara
- 2006 The Secret of Hidden Lake - als Maggie Dolan
- 2002 Carrie - als Miss Desjarden
- 2001 March - als Hedy Pullman
- 2000 Traffic - als vriendin van Helena
- 2000 Keeping the Faith - als Rachel Rose
- 1998 Glory, Glory - als Elizabeth
- 1998 Nightmare Street - als Penny Randolph
- 1997 The Stepsister - als Darcy Canfield Ray
- 1996 Hostile Advances: The Kerry Ellison Story - als Kerry Ellison
- 1994 Twin Sitters - als Judy
- 1992 Saved by the Bell: Hawaiian Style - als Andrea Larson
- 1992 A Stranger Among Us - als Shayna

### Televisieseries
Uitgezonderd eenmalige gastrollen.
- 2013-2022 The Bold and the Beautiful - als Quinn Fuller - 946 afl.
- 2011-2012 Covert Affairs - als Geena - 3 afl.
- 2010 NCIS - als Margaret Allison Hart - 6 afl.
- 2008-2010 Two and a Half Men - als Chrissy - 2 afl.
- 2006-2007 Heroes - als Heidi Petrelli - 5 afl.
- 2007 24 - als Marilyn Bauer - 12 afl.
- 2005 Blind Justice - als Christie Dunbar - 13 afl.
- 2002-2003 Just Shoot Me! - als Vicki Costa - 14 afl.
- 2003 Coupling - als Susan Freeman - 10 afl.
- 2001-2002 The Chronicle - als Grace Hall - 22 afl.
- 2001 Ed - als Bonnie Hane - 7 afl.
- 1999 Oh, Grow Up - als Suzanne Vandermeer - 12 afl.
- 1998-1999 Melrose Place - als Eve Cleary - 25 afl.
- 1993-1997 General Hospital - als Lois Cerullo - 69 afl.
- 1992 Freshman Dorm - als Veronica - 2 afl.
- 1988-1991 Loving - als Amelia 'Rocky' McKenzie Domeq - 5 afl.
- 1987 Another World - als Joyce Abernathy - 3 afl.

- Biblioteca Nacional de España: XX1287058
- Gemeinsame Normdatei: 1208413511
- International Standard Name Identifier: 0000 0000 6086 176X
- Virtual International Authority File: 87049759